# 威利·藍道夫
威廉·賴瑞·藍道夫（英語：William Larry Randolph，1954年7月6日—），為前美國職棒大聯盟的二壘手與總教練，生涯曾效力過海盜、洋基、道奇、運動家、釀酒人與大都會等隊。藍道夫是洋基在1970年代末冠軍二連霸的功臣之一。他從2013年起開始在ESPN擔任球評。

## 職業生涯
1972年大聯盟選秀，藍道夫在第七輪被海盜選走。1975年7月29日，年僅21歲的藍道夫登上大聯盟。12月11日，海盜將藍道夫、Dock Ellis和Ken Brett交易到洋基，換來Doc Medich。
藍道夫一加入洋基就待了13年，並在1986年到1988年間擔任球隊隊長。藍道夫是一名防守悍將，製造雙殺的能力相當突出，但他從未拿過一次金手套獎。1977年和1978年，洋基拿下冠軍二連霸。
1980年，藍道夫獲得聯盟最多的119次保送。整季打擊率為3成32，最終拿下銀棒獎。1980年美國聯盟冠軍賽第二場，洋基在8局上2出局落後一分。Bob Watson敲出左外野方向安打，三壘指導教練Mike Ferraro卻叫藍道夫衝回本壘。最後藍道夫在本壘前被刺殺出局，洋基老闆喬治·史坦布瑞納在看到這個判決後相當震怒，甚至要求馬上將三壘指導教練開除，而這一幕也被電視全程拍下。之後洋基三連敗被皇家橫掃淘汰。
1987年，藍道夫繳出3成05的打擊率，並打回生涯新高的67分打點。1988年12月，藍道夫加盟道奇，並在隔年入選第6次明星賽。1990年5月，道奇將藍道夫交易到運動家，換來Stan Javier。最後運動家順利闖進世界大賽，不過在世界大賽被紅人4場橫掃。
1991年4月，藍道夫加盟釀酒人。整季他的打擊率為3成27，得點圈打擊率更是高達3成73。
1991年12月，藍道夫加入大都會。隔年他成為國聯年紀最大的球員。當時球隊新秀二壘手傑夫·肯特還讓出先發二壘手位置，讓藍道夫順利完成生涯最終戰。
藍道夫在洋基的前隊友Tommy John曾說他是一名沉默的領導者，他曾說：「你不會知道他有多棒，除非你跟他成為隊友。」

## 執教成績
| 球隊       | 開始年 | 結束年 | 例行賽戰績 | 例行賽戰績 | 例行賽戰績 | 季後賽戰績 | 季後賽戰績 | 季後賽戰績 |
| 球隊       | 開始年 | 結束年 | 勝         | 敗         | 勝率       | 勝         | 敗         | 勝率       |
| ---------- | ------ | ------ | ---------- | ---------- | ---------- | ---------- | ---------- | ---------- |
| 紐約大都會 | 2005年 | 2008年 | 302        | 253        | .544       | 6          | 4          | .600       |
| 總計       | 總計   | 總計   | 302        | 253        | .544       | 6          | 4          | .600       |
| 備註:      |        |        |            |            |            |            |            |            |

## 生涯打擊成績
| 出賽次數 | 打席  | 打數  | 得分 | 安打  | 二安 | 三安 | 全壘打 | 打點 | 盜壘 | 保送 | 三振 | 打擊率 | 上壘率 | 長打率 | OPS  |
| -------- | ----- | ----- | ---- | ----- | ---- | ---- | ------ | ---- | ---- | ---- | ---- | ------ | ------ | ------ | ---- |
| 2,078    | 8,530 | 7,651 | 899  | 1,931 | 254  | 80   | 14     | 527  | 100  | 684  | 759  | .252   | .314   | .312   | .626 |

## 個人生活
藍道夫目前已婚，並育有4名子女。藍道夫在2007年曾到福坦莫大學發表畢業演講，同一天，他還去執教洋基系列賽的第二場比賽。

## 外部連結
- 球員資訊和成績在MLB，ESPN，Baseball-Reference，Fangraphs（英文）